# William Gaines
William Maxwell Gaines, detto Bill (New York, 1º marzo 1922 – New York, 3 giugno 1992), è stato un editore statunitense.
Dopo aver iniziato a dirigere la EC Comics, casa editrice di fumetti ereditata dal padre, Max Gaines, nel 1950 mise in atto una linea editoriale che risultò artisticamente importante e influente negli sviluppi futuri dei fumetti destinati a un pubblico più maturo pubblicando storiche riviste come Tales from the Crypt e Mad Magazine, quest'ultima per oltre quarant'anni. È stato inserito postumo nel Will Eisner Comic Book Hall of Fame dell'industria del fumetto (1993) e nella Jack Kirby Hall of Fame (1997). Nel 2012 è stato inserito nella Hall of Fame dei Ghastly Awards.